# Grèce au Concours Eurovision de la chanson 2014
La Grèce a annoncé en 2013 sa participation au Concours Eurovision de la chanson 2014 à Copenhague, au Danemark.
Freaky Fortune feat. Risky Kidd, représentant la Grèce au Concours Eurovision de la chanson sont annoncés le 11 mars 2014, à la suite de leur victoire lors de la finale nationale Eurosong 2014 - a MAD show.
Leur chanson est Rise Up.

## Processus de sélection:Eurosong 2014 - a MAD show
| Ordre | Artiste                        | Chanson                                        | Traduction                 | Compositeur(s) (m) / Auteur (l)                                                                           | Télévote (50%) | Jury (50%) | Total (%) | Place |
| ----- | ------------------------------ | ---------------------------------------------- | -------------------------- | --- | -------------- | ---------- | --------- | ----- |
| 1     | Crystallia                     | Petalouda stin Athina (Πεταλούδα στην Αθήνα)   | Papillon à Athènes         | Nikos Antypas (m), Aris Davarakis (l)                                                                     | 9.72           | 12.35      | 22.07     | 3     |
| 2     | Freaky Fortune feat. Riskykidd | Rise Up                                        | Élève-toi                  | Freaky Fortune (m/l), Riskykidd (l)                                                                       | 22.33          | 14.51      | 36.83     | 1     |
| 3     | Kostas Martakis                | Kanenas de me stamata (Κανένας δεν με σταματά) | Personne ne peut m'arrêter | Elias Kozas (m/l)                                                                                         | 14.20          | 13.89      | 28.09     | 2     |
| 4     | Mark Angelo feat. Josephine    | Dancing Night                                  | Soirée dansante            | Mark F. Angelo (m/l), Thomas Karlsson (m/l), Fast Lane (m/l), Josephine Wendel (m/l), Melina Makris (m/l) | 3.75           | 9.26       | 13.01     | 4     |

## À l'Eurovision
La Grèce participa à la deuxième demi-finale, le 8 mai 2014 et se qualifia pour la finale du 10 mai en atteignant la 7e place, avec 74 points.
Lors de la finale, le pays termina à la 20e place, avec 35 points.